# Hoge Brug (Hoorn)
De Hoge Brug is een ijzeren ophaal- of klapbrug, over de Oude Haven (vroeger de Appelhaven) in de Noord-Hollandse stad Hoorn. De brug vormt een verbinding tussen de Veermanskade en de Korenmarkt en Oude Doelenkade. Voor 1929 was de Hoge Brug een houten brug, in 1930 is de huidige brug, naar ontwerp van de gemeentearchitect Jakob Faber, geplaatst. Al in de jaren 30 werd de brug als monument beschouwd, de status van rijksmonument werd echter pas in 2001 toegekend.

## Geschiedenis
In 1546 vermeldt Velius dat er een hoge houten brug gebouwd wordt om het paard-en-wagens makkelijker te maken om naar de Vismarkt te rijden. Hiertoe worden wel drie panden gesloopt.
Tot 1930 lag er op de plek van de huidige brug een houten ophaalbrug, deze werd in 1929 al gesloopt om in 1930 plaats te maken voor de huidige ijzeren ophaalbrug, naar ontwerp van Jakob Faber. De bouw begon op 3 februari en eindigde in oktober. De Rijkscommissie voor de Monumentenzorg heeft in die tijd al gepleit om de houten brug alleen te herstellen en niet te laten vervangen door een ijzeren brug. Er werd voor een ijzeren brug gekozen omdat die minder onderhoud vergt, waardoor de kosten op lange termijn lager zouden zijn. In 2007 kreeg de burg officieel de naam Hoge Brug.
Bij zware wind kon de nabijgelegen Appelhaven nog weleens (geheel) droog komen te vallen. Om dit verder te voorkomen werd er in 1984 een dam onder de brug geplaatst.
In 1997 vond er een provinciale inventarisatie plaats om te kijken welke bouwwerken er tot rijksmonument verklaard konden worden. Op 11 april 2001 werd de brug daadwerkelijk aangewezen als rijksmonument. Van eind 2014 tot begin 2015 werd de bovenbouw van de brug gerestaureerd. Hierdoor was de doorvaart beperkt en lag het wegdek zonder bovenbouw op zijn plaats.
In 2014 werden de hameistijlen verwijderd, om in 2015 herplaatst te worden. Ze waren zodanig door roest aangetast dat ze vervangen moesten worden.

## Beschrijving
De brug zelf bestaat uit een houten val (het brugdek) van 4,5 meter breed en 7 meter lang. Op de val zijn, aan weerszijden van de rijbaan, twee geasfalteerde voetpaden aangebracht. De rijbaan bestaat uit 15 centimeter brede hardhouten planken en is 3,20 meter breed.De gehele bovenbouw, alles boven het wegdek, is van ijzer en alle onderdelen zijn wit geverfd. De twee brugleuningen zijn scharnierend bevestigd aan de zich naar boven verjongende (smaller wordend) hameistijlen en aan de trekstaven. De uiteinden van de stijlen zijn afgerond en buigen af in de richting van de ballastkist. De hameistijlen staan op natuurstenen blokken. De bovenbouw bestaat uit een balans van twee naar de uiteinde toe verjongende liggers. Aan het andere uiteinde zit een ijzeren ballastkist. In het midden en vooraan zijn dwarsverbindingen aangebracht.
De twee land- of bruggenhoofden zijn gemaakt van rode machinale bakstenen met op de hoeken blokken graniet. De bakstenen zijn in kruisverband gemetseld. De hekken staan in hardstenen blokken en zijn vermoedelijk niet origineel. De palen zijn van gietijzer en de leuningen van smeedijzer. De landhoofden liggen op 6 meter van elkaar.
Als reden voor de aanwijzing als rijksmonument werd opgegeven: dat de brug van algemeen belang is vanwege de cultuurhistorische, architectuurhistorische en typologische waarden. Daarnaast is het een gaaf bewaard voorbeeld van een ijzeren brug uit het Interbellum. Ook heeft de brug situationele waarde, omdat de brug een prominente plek heeft in het havengebied van Hoorn.